# 北東海郡
北东海郡是一个南北朝的郡。
南朝齐改东海郡置北东海郡，侨治在涟口县（今江苏省涟水县），下辖侨县襄贲县、下邳县、曲城县、僮县，实县厚丘县，是齐明帝建武二年（495年），北伐北魏所得。属于冀州。辖境相当今江苏省涟水县、沭阳县等地。南梁沿置，隶属于青冀二州。东魏武定七年（549年）侯景之乱后，东魏夺得，改为海安郡。